# Godinho
Hélio "Godinho" Marques Pereira, também conhecido simplesmente como Godinho (27 de julho de 1925 – 10 de setembro de 1971), foi um jogador de basquete brasileiro que competiu nos Jogos Olímpicos de Verão de 1952.